# Uppsala ärkestifts riksdagsmän i prästeståndet
Följande personer företrädde Uppsala ärkestift i prästeståndet vid Sveriges ståndsriksdag. Listan är komplett för ståndsriksdagarna 1809–1866 men inkluderar inte tidigare riksdagar.
Enligt 1810 års riksdagsordning var biskopen i varje stift självskriven ledamot i prästeståndet. Ärkebiskopen var därtill ståndets självskrivne talman. Uppsala stift skulle bland sina kyrkoherdar utse fem ledamöter, och komministrarna i stiftet hade möjlighet att inom sig utse ytterligare en ledamot.

### Riksdagen 1809–1810
- Ärkebiskop Jacob Axelsson Lindblom
- Erik Abraham Almquist
- Erik Forssén
- Olof Hambræus (prost i Jomala i Åbo stift men godkändes tillhöra delegationen för Uppsala stift[3]; avsade sig uppdraget 2/11 1809 på grund av Finlands skilsmässa från Sverige)
- Johan Kristoffer Hult
- Nils Insulin[4]
- Sven Caspersson Wijkman

### Urtima riksdagen 1810
- Ärkebiskop Jacob Axelsson Lindblom
- Erik Abraham Almquist
- Erik Forssén
- Johan Kristoffer Hult
- Johan Casparsson Wijkman
- Sven Caspersson Wijkman

### Urtima riksdagen 1812
- Ärkebiskop Jacob Axelsson Lindblom
- Erik Abraham Almquist
- Adolf Elfsberg
- Olof Forssell
- Johan Kristoffer Hult
- Sven Caspersson Wijkman

### Urtima riksdagen 1815
- Ärkebiskop Jacob Axelsson Lindblom
- Adolf Elfsberg
- Olof Forssell
- Brynolf Hesselgren
- Sven Caspersson Wijkman
- Johan Åström

### Urtima riksdagen 1817–1818
- Ärkebiskop Jacob Axelsson Lindblom
- Adolf Elfsberg
- Olof Ferlin (intog sin plats 28/11 1817)[5]
- Olof Forssell
- Johan Casparsson Wijkman
- Sven Caspersson Wijkman

### Riksdagen 1823
- Ärkebiskop Carl von Rosenstein
- Nils Jacob Anjou
- Adolf Elfsberg
- Olof Forssell
- Sven Lundblad
- Johan Casparsson Wijkman

### Riksdagen 1828–1830
- Ärkebiskop Carl von Rosenstein
- Erik Agrell
- Nils Jacob Anjou
- Sven Lundblad (till 13/7 1829)
  - Erik Bergström (från 7/9 1829)
- Lars Peter Spiering
- Lars Tråss (död 21/5 1829)
  - Per Persson Svedelius (från 27/6 1829)

### Urtima riksdagen 1834–1835
- Ärkebiskop Carl von Rosenstein
- Carl Fredrik Björkman
- Lorentz Gustaf Mittag
- Per Magnus Ruus
- Per Persson Svedelius
- Erik Samuel Ödmann

### Riksdagen 1840–1841
- Ärkebiskop Carl Fredrik af Wingård
- Erik Agrell
- Carl Fredrik Björkman
- Olof Nordhammar
- Per Persson Svedelius
- Erik Samuel Ödmann

### Urtima riksdagen 1844–1845
- Ärkebiskop Carl Fredrik af Wingård
- Lars Olof Berg
- Carl Fredrik Björkman
- Anders Erik Knös
- Olof Filip Utterström
- Erik Samuel Ödmann

### Riksdagen 1847–1848
- Ärkebiskop Carl Fredrik af Wingård
- Lars Olof Berg
- Carl Fredrik Björkman
- Johan Erik Forssell
- Daniel Hallén
- Henrik Gerhard Lindgren
- Emanuel Schram

### Riksdagen 1850–1851
- Ärkebiskop Carl Fredrik af Wingård
- Carl Fredrik Björkman
- Johan Erik Forssell
- Henrik Gerhard Lindgren
- Abraham Nordström
- Emanuel Schram

### Riksdagen 1853–1854
- Ärkebiskop Hans Olof Holmström
- Carl Fredrik Björkman
- Johan Erik Forssell
- Henrik Gerhard Lindgren
- Abraham Nordström
- Emanuel Schram

### Riksdagen 1856–1858
- Ärkebiskop Henrik Reuterdahl
- Carl Fredrik Björkman
- Anders Erik Knös
- Lars Landgren
- Henrik Gerhard Lindgren
- Emanuel Schram

### Riksdagen 1859–1860
- Ärkebiskop Henrik Reuterdahl
- Carl Fredrik Björkman
- Anders Erik Knös
- Henrik Gerhard Lindgren
- Abraham Nordström
- Emanuel Schram
- Per Gustaf Åsbrink

### Riksdagen 1862–1863
- Ärkebiskop Henrik Reuterdahl
- Carl Fredrik Björkman
- Johan Erik Forssell
- Lars Landgren
- Henrik Gerhard Lindgren
- Emanuel Schram

### Riksdagen 1865–1866
- Ärkebiskop Henrik Reuterdahl
- Carl Fredrik Björkman
- Johan Erik Ekelundh
- Henrik Gerhard Lindgren
- Erik Roland Wahrenberg
- Johan Petter Westin